# هارولد راي براون
هارولد راي براون (بالإنجليزية: Harold Ray Brown)‏ هو طبال أمريكي، ولد في 17 مارس 1946.

## وصلات خارجية
- هارولد راي براون على موقع ميوزك برينز (الإنجليزية)
- هارولد راي براون على موقع أول ميوزيك (الإنجليزية)
- هارولد راي براون على موقع أول ميوزيك (الإنجليزية)
- هارولد راي براون على موقع أول ميوزيك (الإنجليزية)
- هارولد راي براون على موقع ديسكوغز (الإنجليزية)